# Heimgesetz
Das deutsche Heimgesetz vom 5. November 2001, Abkürzung HeimG, galt für Heime in Deutschland, die ältere Menschen oder pflegebedürftige oder behinderte Volljährige aufnehmen. Nach dem Übergang der Gesetzgebungskompetenz für das öffentlich-rechtliche Heimrecht vom Bund auf die Länder im September 2006 galt das Heimgesetz übergangsweise fort, solange noch kein landesrechtliches Heimrecht geschaffen worden war. Als letztes Land verabschiedete Thüringen im Juni 2014 das Thüringer Gesetz über betreute Wohnformen und Teilhabe, so dass das Heimgesetz nunmehr bundesweit durch Landesrecht ersetzt worden ist. Die Verordnungen zum Heimgesetz gelten allerdings (vorerst) in einigen Bundesländern fort.

## Zweck der Regelungen
Dieses Gesetz (frühere Bezeichnung: Gesetz über Altenheime, Altenwohnheime und Pflegeheime für Volljährige) enthält Regelungen zum Schutz von Heimbewohnern. Umfasst sind Heime, die Menschen aufnehmen, welche wegen ihres Alters, ihrer Behinderung oder ihrer Pflegebedürftigkeit der Heimpflege bedürfen. Andere Personenkreise (z. B. Obdachlose) werden vom Schutz des Heimgesetzes nicht erfasst. Das Gesetz enthielt (bis zum 30. September 2009) Regelungen zum Inhalt von Heimverträgen, z. B. zur Schriftform und zu Kündigungsfristen. Anders als das Schuldrecht des BGB sind diese Regelungen unabdingbar.
Das Heimgesetz und die dazu ergangenen Rechtsverordnungen (Heimpersonalverordnung, Heimmindestbauverordnung, Heimmitwirkungsverordnung) regeln bestimmte Mindeststandards von Heimen im Sinne des Heimgesetzes für die Vertragsgestaltung, die Ausstattung mit Personal und bauliche Normen. Die Heimaufsicht hatte diese zu kontrollieren und Missstände zu beseitigen. Dies konnte bis zu einer Heimschließung bzw. zu Beschäftigungsverboten für als ungeeignet erkannte führen. Die Heimaufsicht ist in den einzelnen Bundesländern bei verschiedenen Behörden angesiedelt, zum Teil bei Landkreisen oder kreisfreien Städten (z. B. in NRW), zum Teil bei Versorgungsämtern oder Landesämtern für Soziales und Familie (oder ähnlich tituliert).

## Zum Geltungsbereich
Das Gesetz galt sowohl für Heime, die ältere Menschen oder pflegebedürftige oder behinderte Volljährige nicht nur vorübergehend (d. h. mehr als drei Monate) aufnehmen, als auch eingeschränkt für Kurzzeitpflegeheime (vgl. § 1 Abs. 3 HeimG). Die Unterbringung umfasste neben der Überlassung der Unterkunft die Verpflegung und Betreuung. Zum Beispiel: Pflegeheim, Altenheim.
In der Literatur zu § 1 Heimgesetz wird ausführlich auf die Differenzierung der verschiedenen Betreuungs- und Vertragsformen eingegangen. Es geht darum, ob eine Einrichtung besonderer Beaufsichtigung durch die Heimaufsicht bedarf und ob die genannten Standards gewährleistet werden müssen; Dinge also, die für den Preis des Lebens und Wohnens in der Einrichtung nicht unerheblich sind.
Der Geltungsbereich des Heimgesetzes auf besondere Wohnformen (z. B. betreutes Wohnen) war in Literatur und Rechtsprechung gelegentlich umstritten, auch die am 1. Januar 2002 in Kraft getretene Heimgesetz-Novelle änderte daran nicht viel. Der Versuch, die Abgrenzung heimmäßigen Wohnens von anderen betreuten Wohnformen klarer zu gestalten, wurde in der Literatur als misslungen betrachtet. Jedoch wurde durch eine Versuchsklausel Modellversuchen eine rechtliche Tür geöffnet. Im Vorfeld der Gesetzesnovelle waren betreute Wohnformen von der Rechtsprechung regelmäßig und auch gegen den Willen beider Vertragspartner dem Heimbegriff zugeschlagen und somit ein Mietvertrag in einen evtl. nicht gewollten Heimvertrag verwandelt worden.
In der Gesetzesneufassung war die Rede davon, dass nur Einrichtungen gemeint sind, die Menschen „aufnehmen“. Mit diesem Begriff soll eine gewisse Intensität der Eingliederung des Bewohners in den Organismus „Heim“ verbunden sein, was in der Regel bei Einrichtungen des betreuten Wohnens, wie auch in einem Mietshaus, nicht gegeben ist. Einrichtungen sind Verbindungen aus sächlichen und personellen Mitteln unter der Verantwortung eines Trägers.
Alten- oder Behindertenwohngemeinschaften fielen also nicht unter diesen Heimbegriff. Weiterhin waren diese nicht grundsätzlich in ihren Bestand von Wechsel und Zahl der Bewohner unabhängig, wie es § 1 Abs. 1 HeimG verlangt. Andererseits lag in der Regel auch dann ein Heim vor, wenn in einer Einrichtung Bewohner in familienähnlichen Hausgemeinschaften zusammengefasst waren und dort auch eine permanent anwesende Bezugsperson mit wohnte, wie es im Bereich des Wohnens geistig verwirrter oder seelisch erkrankter Menschen oft anzutreffen ist.
Gegen die Annahme einer eigenen Wohnung (auch im Rahmen einer Wohngemeinschaft) spreche nicht, dass der Betroffene Zimmerreinigung und Essen bestellen kann und dies auch tue. Entscheidend sei, dass er auf Grund der Gegebenheiten die Möglichkeit habe, für sich selbst zu kochen – sei es auch nur in einer Gemeinschaftsküche – und Vorratshaltung zu betreiben, in einem Kühlschrank im eigenen Zimmer oder der Gemeinschaftsküche. Es spiele auch keine Rolle, wenn der Betroffene nur ein Einzelzimmer zur Verfügung habe, während Küche und Sanitärbereich gemeinsam genutzt würden, das entspräche gerade der Struktur von Wohngemeinschaften. Gegen ein Heim spricht auch, wenn Bewohner selbst bestimmen können, wer künftig mit ihnen zusammenwohnt und freie Wahl der ambulanten Dienste haben.
Für die Anwendung des Heimgesetzes wiederum konnte sprechen, wenn die Einrichtung baulich wie ein Heim ausgestattet ist, z. B. über Gemeinschafts- und Therapieräume verfügt und Angebote zur Tagesstrukturierung macht, die ein Zusammenleben der Bewohner ermöglichen. Weiter wurde in § 1 Abs. 1 Heimgesetz verlangte, dass Betreuung und Verpflegung zur Verfügung gestellt wird.

## Pflege und Betreuung
Die Betreuung im Sinne von § 1 Abs. 1 und 2 HeimG schloss die Pflege ein und ging begrifflich deutlich darüber hinaus. Auch ein reines Pflegeheim stellt neben der (Kranken-)Pflege weitere Angebote zur Verfügung. Sie ist also etwas ganz anderes als die rechtliche Betreuung in einem vormundschaftlichen Sinn. Andererseits soll diese Betreuung auch von gewisser Intensität und Kontinuität sein. Eine Versorgungsgarantie soll in dem Sinne übernommen werden, dass für alle Angelegenheiten der Daseinsbewältigung/des Alltags gesorgt wird, und zwar auch dann, wenn sich Gesundheitszustand oder Hilfsbedürfnisse verändern. Als nicht ausreichend angesehen werden so genannte allgemeine Betreuungsleistungen, oft auch als Grundservice bezeichnet. Diese bestehen in der Regel (nur) in Beratung und Hilfe bei der Beantragung von Sozialleistungen oder Vermittlung hauswirtschaftlicher oder pflegerischer Dienste sowie in Hausnotrufdiensten und hausmeisterlichen Diensten und sind auch für Einrichtungen des Betreuten Wohnens üblich.

## Der Aufbau des Gesetzes
- § 1–2 Anwendungsbereich und Zweck des Gesetzes
- § 3 Leistungen des Heims, Rechtsverordnungen dazu
- § 4 Beratung
- §§ 5–9 mit der Wirkung zum 30. September 2009 weggefallen, nunmehr im WBVG geregelt.
- § 10 Mitwirkung der Bewohnerinnen und Bewohner
- § 11–14 Anforderungen an den Betrieb eines Heims, Aufzeichnungs- und Aufbewahrungspflichten, Geld- oder geldwerte Leistungen an Träger und Beschäftigte
- § 15–17 Überwachung (Heimaufsicht etc.)
- § 18–19 Beschäftigungsverbot, kommissarische Heimleitung, Untersagung
- § 20 Zusammenarbeit, Arbeitsgemeinschaften
- § 21 Ordnungswidrigkeiten
- § 22 Berichte auf Bundesebene
- §§ 23–25a Zuständigkeit und Durchführung des Gesetzes, Anwendbarkeit der Gewerbeordnung, Fortgeltung von Rechtsverordnungen, Erprobungsregelungen (d. h. Ausnahmen bei neuartigen Versuchen auf höchstens vier Jahre befristet),
- § 26 Übergangsvorschriften

## Länderkompetenz
Mit dem Inkrafttreten der Föderalismusreform am 1. August 2006 wurde die Gesetzgebungszuständigkeit des Bundes im Heimrecht trotz heftiger Proteste von vielen Fachstellen, auf die Bundesländer übertragen. Solange noch kein neues Länder-Heimrecht verabschiedet wurde, gilt weiterhin das Bundes-Heimrecht. Am 1. Oktober 2009 löste das Wohn- und Betreuungsvertragsgesetz (BGBl. I S. 2319) bundesweit die §§ 5–9 HeimG ab, die die heimvertraglichen Bestimmungen enthielten.
Die Bundesländer haben inzwischen das folgende Landesheimrecht geschaffen:
- Baden-Württemberg: Gesetz für unterstützende Wohnformen, Teilhabe und Pflege (WTPG)[1], in Kraft seit 31. Mai 2014
- Bayern: Pflege- und Wohnqualitätsgesetz (PfleWoqG)[2], in Kraft seit 1. August 2008
- Berlin: Wohnteilhabegesetz (WTG)[3], in Kraft seit 1. Juli 2010
- Brandenburg: Brandenburgisches Pflege- und Betreuungswohngesetz (BbgPBWoG)[4], in Kraft seit 1. Januar 2010
- Bremen: Bremisches Wohn- und Betreuungsgesetz (BremWoBeG)[5], vom 12. Dezember 2017, in Kraft seit 16. Dezember 2017
- Hamburg: Wohn- und Betreuungsqualitätsgesetz (HmbWBG)[6] vom 15. Dezember 2009, in Kraft seit 1. Januar 2010
- Hessen: Hessisches Gesetz über Betreuungs- und Pflegeleistungen (HGBP)[7] vom 7. März 2012 (GVBl. 2012, 34, Gliederungs-Nr. 34–69) in Kraft seit 21. März 2012
- Mecklenburg-Vorpommern: Einrichtungenqualitätsgesetz (EQG)[8], in Kraft seit 29. Mai 2010
- Niedersachsen: Niedersächsisches Heimgesetz (NHeimG)[9], in Kraft seit 6. Juli 2011
- Nordrhein-Westfalen: Wohn- und Teilhabegesetz (WTG) vom 2. Oktober 2014, in Kraft seit 16. Oktober 2014
- Rheinland-Pfalz: Landesgesetz über Wohnformen und Teilhabe (LWTG)[10], in Kraft seit 1. Januar 2010
- Saarland: Landesheimgesetz Saarland (LHeimGS)[11], in Kraft seit 19. Juni 2009
- Sachsen: Sächsisches Betreuungs- und Wohnqualitätsgesetz (SächsBeWoG), vom 12. Juli 2012, (Sächs. GVBl. S. 397)[12]
- Sachsen-Anhalt: Wohn- und Teilhabegesetz (WTG-LSA)[13], in Kraft seit dem 26. Februar 2011
- Schleswig-Holstein: Selbstbestimmungsstärkungsgesetz (SbStG)[14], in Kraft seit 1. August 2009
- Thüringen: Thüringer Gesetz über betreute Wohnformen und Teilhabe (ThürWTG), in Kraft getreten am 24. Juni 2014[15]

## Verordnungen nach diesem Gesetz
- Die Verordnung über personelle Anforderungen für Heime – kurz: Heimpersonalverordnung (HeimPersV) vom 19. Juli 1993 (BGBl. I S. 1205) ist am 1. Oktober 1993 in Kraft getreten. Regelungsbereiche sind darin einzelne personelle Anforderungen an die dem HeimG unterliegenden Einrichtungen wie das Qualifikationsprofil der Mitarbeiter und des Heimleiters bzw. der Pflegedienstleitung/verantwortlichen Pflegefachkraft, z. B. durch die Teilnahme an Veranstaltungen berufsbegleitender Fort- und Weiterbildung.

- Heimmindestbauverordnung
- Heimmitwirkungsverordnung (Heimbeirat und Heimfürsprecher)
- Heimsicherungsverordnung

Ein Teil der o. g. Bundesländer hat inzwischen auch eigene Rechtsverordnungen erlassen.